# Chrysopetalum heteropalea
Chrysopetalum heteropalea är en ringmaskart som beskrevs av Perkins 1985. Chrysopetalum heteropalea ingår i släktet Chrysopetalum och familjen Chrysopetalidae. Inga underarter finns listade i Catalogue of Life.